# Roi (Bilal Hassani)
Roi è un singolo del cantante francese Bilal Hassani, pubblicato il 4 gennaio 2019 su etichetta discografica Low Wood.
Scritto dallo stesso interprete in collaborazione con il duo Madame Monsieur e con Medeline, il brano ha vinto il programma Destination Eurovision, guadagnando il diritto a rappresentare la Francia all'Eurovision Song Contest 2019 a Tel Aviv, in Israele.
Facendo la Francia parte dei Big Five, il brano ha avuto accesso direttamente alla serata finale del 18 maggio 2019. Qui si è classificato 16º su 26 partecipanti con 105 punti totalizzati, di cui 38 dal televoto e 67 dalle giurie.

## Tracce
Download digitale
1. Roi – 2:57

## Classifiche
| Classifica (2019) | Posizione massima |
| ----------------- | ----------------- |
| Belgio (Vallonia) | 54                |
| Francia           | 23                |
| Lituania          | 61                |